# 코소보군
코소보군(Kosovo Force (KFOR)은 북대서양 조약 기구가 주도하는 국제적인 평화유지군으로, 코소보에 안전하고 안심할 수 있는 환경을 조성하는 것이 주요 목표이다. 코소보군은 2009년 설립된 코소보 안보군이 자체적으로 활동할 수 있게 됨에 따라 점진적으로 작전 규모가 줄고 있다. 코소보군은 1999년 6월 11일 코소보에 진입했는데, 이는 유엔 안전보장이사회 결의안 1244호가 채택된지 이틀 후였다. 이 때 당시 코소보는 세르비아 몬테네그로군이 코소보 해방군에 맞서 작전을 개시함에 따라 인도주의적 위기에 직면해 있었다. 100만 명 이상의 코소보 난민들이 코소보를 떠났으며, 대부분이 영구적으로 돌아오지 못했다.
코소보군은 점진적으로 코소보 경찰과 다른 역내 기관에게 임무를 전환시켰다. 2019년 2월, 28개국이 코소보군의 활동에 기여하고 있으며, 3,500명 이상의 군인 및 민간인이 코소보군에서 근무하고 있다.

## 목표

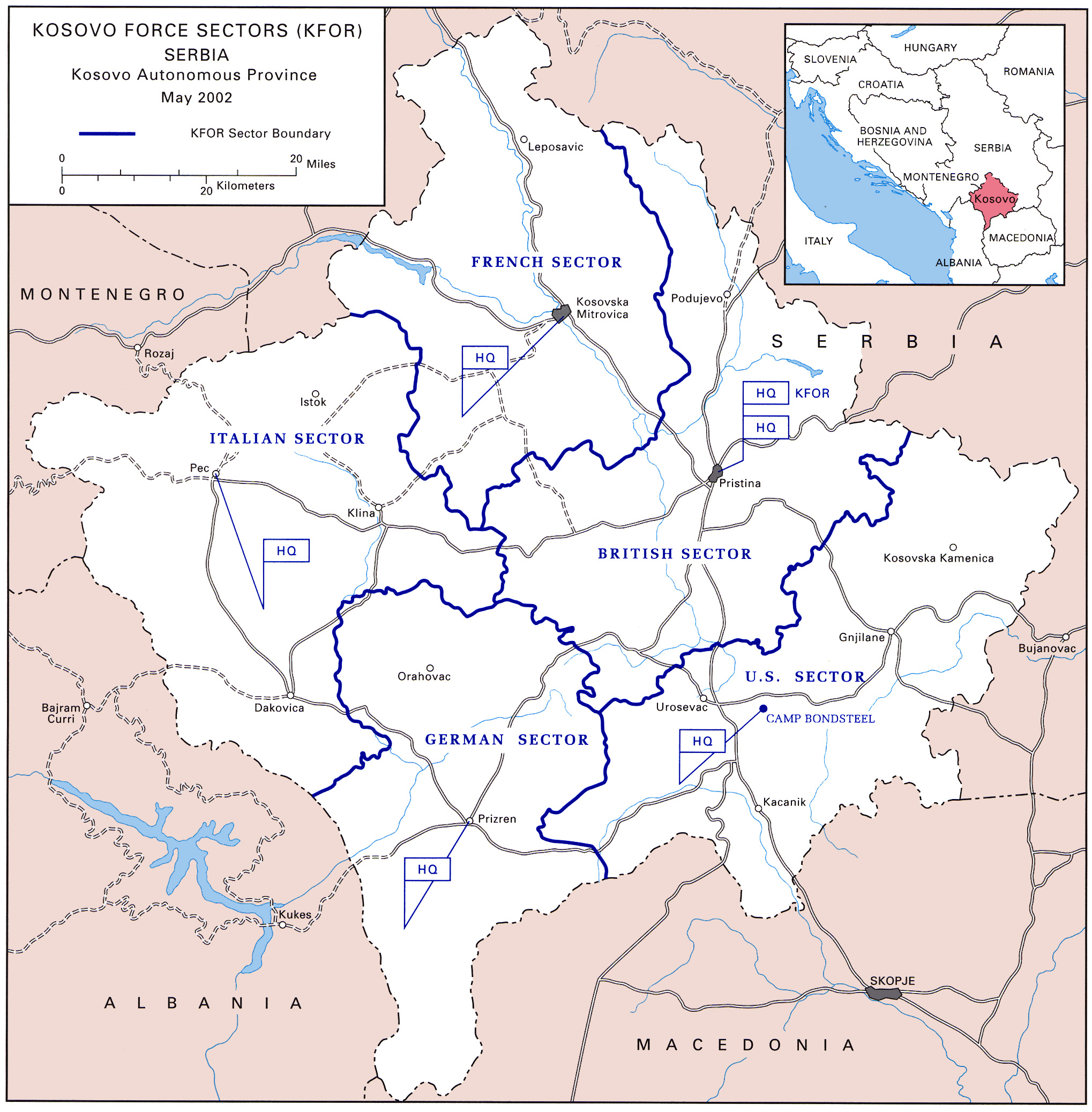
2002년 코소보군의 지역 구분도.

NATO가 1999년 코소보군을 창립할 때의 목표는 아래와 같았다.
- 유고슬라비아 및 세르비아군에 맞선 새로운 적대활동이나 위협을 억제한다.
- 공공 안전 및 민간 질서를 포함해서 코소보에 안심할 수 있는 환경을 조성하고 유지한다.
- 코소보 해방군을 무장해제 시킨다.
- 국제적인 인도주의적 지원을 돕는다.
- 국제 민간 활동에 협력하고, 이들을 지원한다.

오늘날 코소보군은 코소보 내 민족적 기원과 상관없이 코소보 시민 모두가 평화롭게 살 수 있고, 국제적인 지원 하에 민주주의와 시민 사회가 점차 힘을 얻어가는 안심할 수 있는 사회를 건설하는 것에 초점을 맞추고 있다. 코소보군의 임무는 아래의 것을 포함한다.
- 피난민과 이재민의 귀환 또는 재배치를 도움
- 피해 지역 재건 및 지뢰 제거
- 의료 지원
- 안보 및 사회 질서 유지
- 소수 민족 보호
- 문화유산 보호
- 국경 보호
- 국경을 넘나드는 무기 밀수 제지
- 코소보 전체에서 무기, 탄약, 폭발물 자진 신고 프로그램 실시
- 무기 파괴
- 코소보 내의 여러 정치적, 경제적, 사회적 생활의 측면에서 민간 기관, 법, 질서, 재판 제도 및 처벌 제도, 선거 과정 설립을 지원

발칸 반도의 여러 연락 그룹은 코소보의 지위가 완전히 정착을 지원하기 위해 필요한 안보를 제공하기 위해 코소보에 남아있을 것이라고 말했다.

## 구조

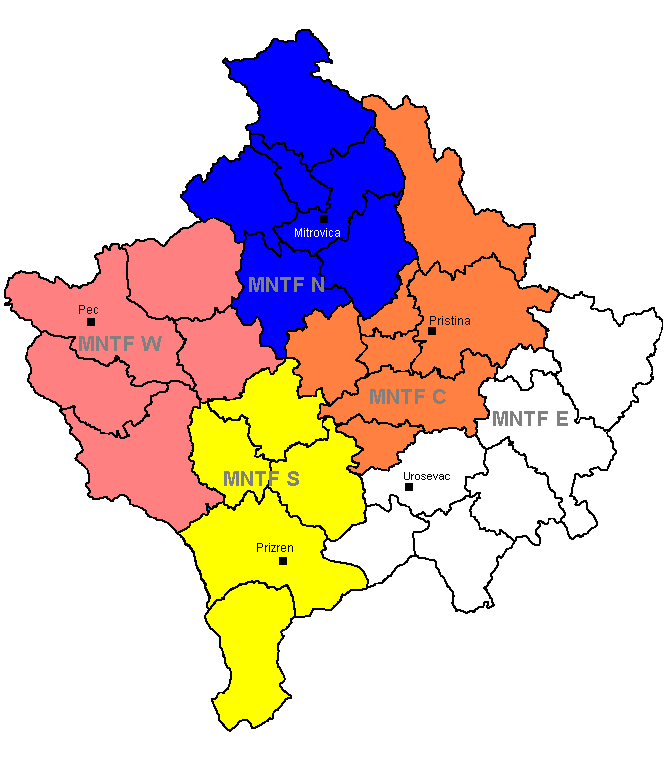
2006년 KFOR 기동대의 위치가 표시된 지도

코소보군의 부대는 원래 4개의 지역을 기반으로 한 다국적 여단으로 구성되어 있었다. 각 여단은 특수 작전 구역을 맡고 있었지만 코소보군 사령관이 지휘하는 단일 사령부 휘하 부대이다. 2006년 북대서양 위원회는 코소보군의 구조를 조정하기로 했고, 4개의 다국적 여단을 5개의 기동대로 늘려 더 큰 유연성을 발휘할 수 있도록 했다. 또한 코소보의 다른 구역에 본부를 둔 부대가 타 구역으로 이동할 때 있었던 제한도 폐지했다. 2010년 2월, 다국적 기동대는 다국적 전투단으로 이름이 바뀌었고, 2011년 3월에는 2개의 다국적 전투단으로 재조직되었다. 이 2개의 전투단은 각각 캠프 본드스틸과 페야에 본부를 두고 있다.

### 2018년 구조
- 코소보군: 본부 프리슈티나[7]
  - 본부지원단 (HSG) (본부 프리슈티나)
  - 다국적 특수부대 (MSU) (본부 프리슈티나, 이탈리아 카나비니에리로 구성된 군경 연대)
  - 다국적 전투단-동부 (MNBG-E), 본부 페리자이 인근의 캠프 본드스틸
  - 다국적 전투단-서부 (MMBG-W), 본부 페야 인근의 캠프 빌라치오 이탈리아
  - 합동군수지원단 (JLSG), 본부 프리슈티나
  - 코소보군 전략적 예비대대 (KTRBN), 본부 캠프 노보셀로
  - 합동지역파견단–북부 (JRD-N), 본부 캠프 노보셀로
  - 합동지역파견단–남동부 (JRD-SE), 본부 프리슈티나
  - 합동지역파견단–서부 (JRD-W), 본부

KFOR 소속 터키 육군 병사가 폭동 진압훈련을 받고 있다.

## 기여 국가

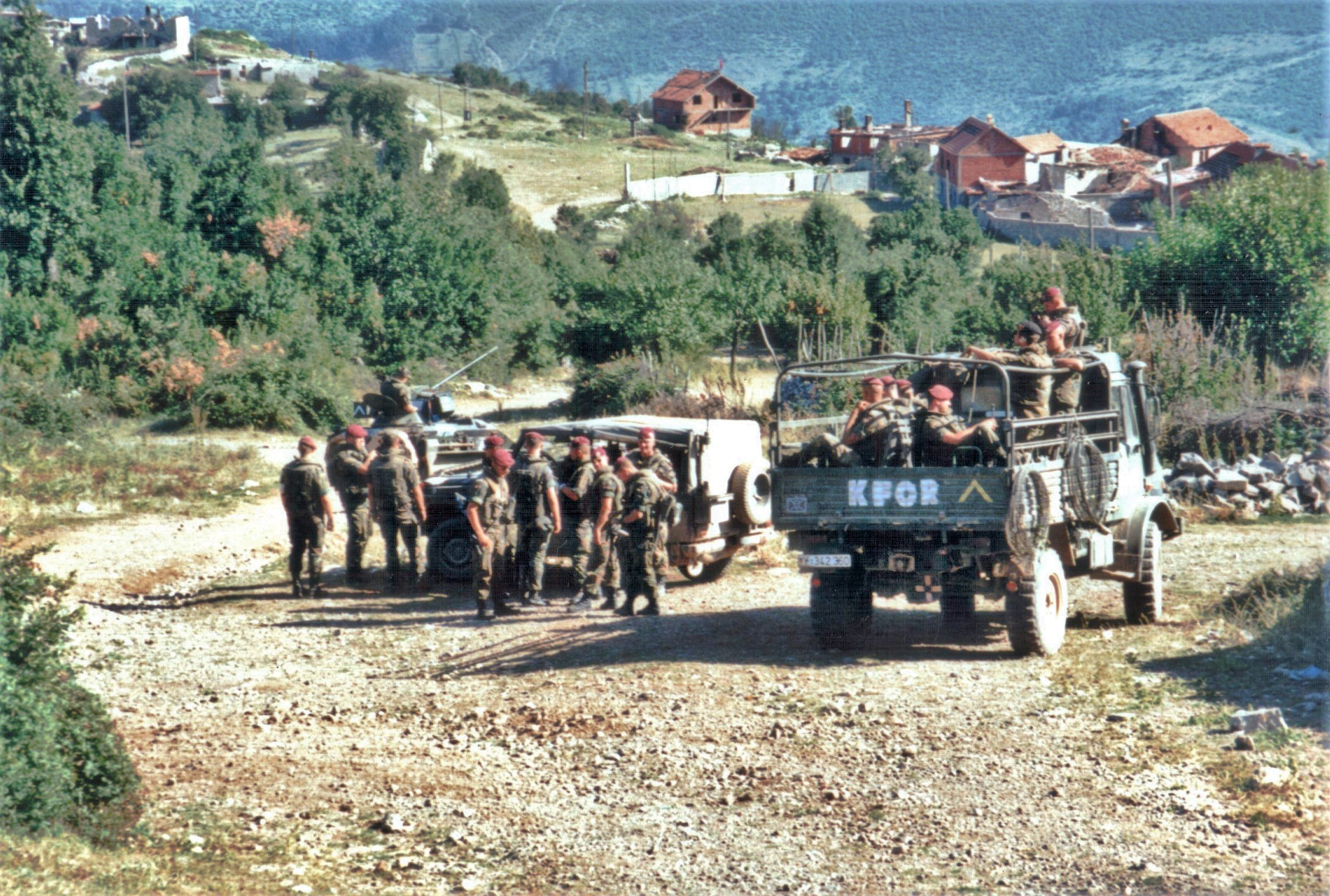
1999년 KFOR 소속 독일군 병사가 남부 코소보를 순찰 중이다.

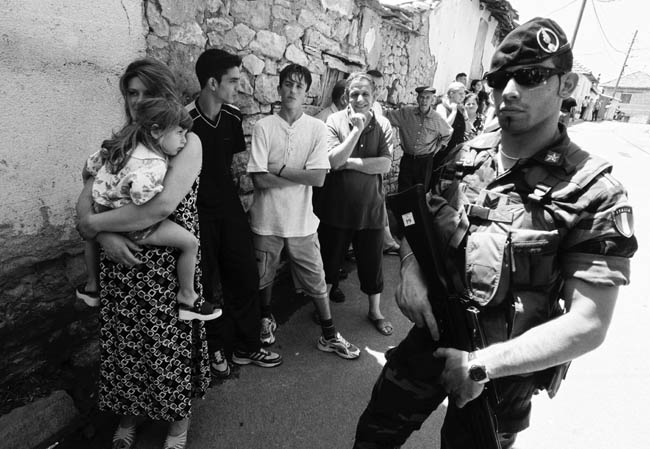
KFOR 소속 이탈리아군 병사가 2004년 코소보 위기 때 오라호바치에서 세르비아계 민간인을 보호 중이다.

코소보군의 병력은 최대 50,000명에 달했고, 총 39개국의 NATO와 비NATO계 국가에서 군인들이 파병되었다. 2008년 코소보군 공식 웹사이트에 따르면 34개국에서 온 14,000명의 병사들이 코소보군에 참여했다고 한다.
아래 국가들은 코소보군에 참여한 적이 있는 국가들이다. 2008년 이후 그 수가 줄었기 때문에 현재 인원의 수치를 반영했다.

### NATO 회원국
| - 알바니아 (2009년 가입, 21) - 불가리아 (11) - 캐나다 (5) - 크로아티아 (2009년 가입, 20) - 체코 (9) - 덴마크 (35) - 독일 (250) - 그리스 (118) - 헝가리 (197) | - 이탈리아 (600) - 리투아니아 (1) - 몬테네그로 (2017년 가입, 2) - 노르웨이 (4) - 폴란드 (230) - 포르투갈 (4) - 루마니아 (60) - 슬로베니아 (316) - 튀르키예 (402) - 영국 (30) - 미국 (621) |

### 비NATO 국가
| - 아르메니아 (35) - 오스트리아 (450) - 핀란드 (11) - 아일랜드 (12) | - 스웨덴 (2) - 스위스 (219) - 몰도바 (45) - 우크라이나 (40) |

### 철수 국가
| - 모로코 - 칠레 - 에스토니아 - 프랑스 - 룩셈부르크 - 네덜란드 - 스페인 - 벨기에 - 라트비아 - 아이슬란드 - 아랍에미리트 - 러시아 - 인도 | - 보스니아 헤르체고비나 - 아르헨티나 - 조지아 - 몽골 - 아제르바이잔 - 말레이시아 - 필리핀 - 슬로바키아 |